# Doru Năstase
Doru Ion Năstase (n. 2 februarie 1933, București, România – d. 29 aprilie 1983, București, România) a fost un regizor de film român. Înainte de a debuta, la vârsta de 42 de ani, a fost remarcat pentru calitățile sale ca regizor secund al unor filme istorice regizate de Sergiu Nicolaescu și Gheorghe Vitanidis.
Regizorul Doru Năstase a murit la 29 aprilie 1983, cu o zi înainte de manifestarea de 1 Mai din 1983, al cărei organizator era. În acea noapte a primit un telefon de la partid să modifice toată derularea manifestării; el s-a panicat din cauza lipsei de timp și a făcut infarct.

## Filmografie

### Regizor
- Străinul (1964) - asistent de regie (menționat Ion Năstase)
- Mihai Viteazul (1971) - regizor secund
- Aventuri la Marea Neagră (1972) - regizor secund
- Ciprian Porumbescu (1973) - regizor secund
- Pe aici nu se trece (1975)
- Războiul independenței (1977)
- Vlad Țepeș (1979)
- Drumul oaselor (1980)
- Trandafirul galben (1982)
- Misterele Bucureștilor (1983)

### Actor
- Aventuri la Marea Neagră (1972) – subofițer
- Mihail, cîine de circ (1979)